# UEFA 유로 2016 C조

다음은 UEFA 유로 2016 조별 리그 C조 경기 결과이다.

## 순위
| 팀         | 경기 | 승 | 무 | 패 | 득 | 실 | 차 | 승점 |
| ---------- | ---- | -- | -- | -- | -- | -- | -- | ---- |
| 독일       | 3    | 2  | 1  | 0  | 3  | 0  | +3 | 7    |
| 폴란드     | 3    | 2  | 1  | 0  | 2  | 0  | +2 | 7    |
| 북아일랜드 | 3    | 1  | 0  | 2  | 2  | 2  | 0  | 3    |
| 우크라이나 | 3    | 0  | 0  | 3  | 0  | 5  | −5 | 0    |

## 경기

### 폴란드 vs 북아일랜드
| 폴란드     | 1 – 0  | 북아일랜드 |
| ---------- | ------ | ---------- |
| 밀리크 51′ | 리포트 |            |

### 독일 vs 우크라이나
| 독일                                | 2 – 0  | 우크라이나 |
| ----------------------------------- | ------ | ---------- |
| 무스타피 19′ · 슈바인슈타이거 90+2′ | 리포트 |            |

### 우크라이나 vs 북아일랜드
| 우크라이나 | 0 – 2  | 북아일랜드              |
| ---------- | ------ | ----------------------- |
|            | 리포트 | 매컬리 49′ · 맥긴 90+6′ |

### 독일 vs 폴란드
| 독일 | 0 – 0  | 폴란드 |
| ---- | ------ | ------ |
|      | 리포트 |        |

### 우크라이나 vs 폴란드
| 우크라이나 | 0 – 1  | 폴란드               |
| ---------- | ------ | -------------------- |
|            | 리포트 | 브와슈치코프스키 54′ |

### 북아일랜드 vs 독일
| 북아일랜드 | 0 – 1  | 독일       |
| ---------- | ------ | ---------- |
|            | 리포트 | 고메스 30′ |

## 득점 선수
1골
- 슈코드란 무스타피
- 바스티안 슈바인슈타이거
- 마리오 고메스
- 아르카디우시 밀리크
- 야쿠프 브와슈치코프스키
- 개러스 매컬리
- 나이얼 맥긴

## 기타 기록
- 이번 6경기를 총집한 결과 두 골 이상 넣은 선수는 없었다.
- 독일과  폴란드는 예선에 이어 본선에서도 만나게 되었다.
- 독일과  폴란드는 승점이 동률을 이루었으나, 승자승 원칙으로는 순위를 가릴 수 없어 골득실차에 따라 독일이 1위, 폴란드가 2위가 되었다.
- 우크라이나는 무득점에다 완패로 조별리그에서 탈락했으며 이는 순위에서 꼴찌를 기록하는 계기가 되었다.
- 독일은 3경기 모두 프랑스 북부에서 했다. ( 우크라이나와의 경기는 북부 끝에 있는 릴에서 경기했고,  폴란드와의 경기는 일드프랑스 생상드니 주에 있는 생드니에서,  북아일랜드와의 경기는 수도 파리에서 경기했다.)
- 폴란드는 2경기를 지중해 인근에서 경기했다. ( 북아일랜드와의 경기는 니스에서,  우크라이나와의 경기는 마르세유에서 경기했다.)